# KOOP (FM)
KOOP est une station de radio associative (dite également communautaire) américaine qui diffuse ses programmes à Austin, dans l'État du Texas, sur la fréquence 91,7 FM. La radio est gérée par l'association à but non lucratif Texas Educational Broadcasting Co-operative et est animée par des bénévoles. La station débute officiellement ses opérations le 27 octobre 1993, et commence à émettre en 1994.
La station partage sa fréquence avec KVRX (en), radio étudiante de l'Université du Texas à Austin.

## Histoire
La création de KOOP est née d'une longue et coûteuse bataille, entre Jim Ellinger, futur fondateur de KOOP, et une association étudiante de l'Université du Texas à Austin, pour obtenir la dernière fréquence non commerciale d'Austin sur 91,7 FM,. La fréquence est à l'origine protégée par une entente, connue sous le nom officieux de « traité Wolfman Jack » du nom du célèbre animateur de radio, entre le Mexique et les États-Unis, qui interdit les stations de radio dont la couverture de diffusion traverse la frontière américano-mexicaine,.
Jim Ellinger, résident à la coopérative d'habitation de Whitehall à Austin, entreprend dans les années 1980 de créer une station de radio communautaire, gérée coopérativement, qui émettrait sur la fréquence inutilisée 91,7 FM. Il parvient à trouver et sécuriser les fonds nécessaire à son lancement, à trouver un site pour l'émetteur, et à sensibiliser la FCC, autorité américaine de régulation de l'audiovisuel, par l'intermédiaire du sénateur démocrate Lloyd Bentsen, à réviser le traité avec le Mexique qui protège l'utilisation de la fréquence.
La station a été un temps affiliée au réseau de radiodiffusion Pacifica Network, mais la collaboration a cessé en 1997 à la suite d'un désaccord entre la politique du réseau vis-à-vis de ses employés et la station d'Austin.

## Programmation
La station n'est affiliée à aucun réseau réseau de radiodiffusion et produit donc l'intégralité de ses programmes. Ces derniers sont régulièrement récompensés par les prix « Best of Austin » décernés chaque année par les lecteurs du journal The Austin Chronicle. Parmi les émissions les plus célèbres, on compte :
- Commercial Suicide, émission musicale historique de la station, animé par Nick Hennies et Alex Keller[5] ;
- Adventures in Sound, émission musicale animée par Dennis Campa ;
- Observer Radio, émission d'information produite par The Texas Observer.

Parmi ses anciennes émissions, on compte :
- Alternative Radio (en), émission d'entretiens animée par le journaliste du Colorado David Barsamian (en)[6].